# Mercedes-Benz Classe B (Type 247)
La Mercedes-Benz Type 247 est un monospace compact fabriqué par Mercedes-Benz depuis fin 2018. Lancée en décembre 2018, la Type 247 fait partie de la Classe B et succède à la Classe B Type 246.

## Historique
La voiture a été présentée au Mondial de l'Automobile de Paris en octobre 2018 comme modèle successeur de la Mercedes-Benz W246, produite entre 2011 et 2018. La W247 est disponible à la commande depuis le 3 décembre 2018 et les premiers véhicules ont été livrés en janvier 2019.
Une variante avec une motorisation hybride rechargeable a été présentée en août 2019. Le B 250 e est propulsé par le moteur essence M 282 de 1,3 litre développant 118 kW (160 cv) en combinaison avec un moteur électrique de 75 kW (102 cv). Mercedes-Benz spécifie la puissance du système à 160 kW (218 cv). La batterie lithium-ion a une capacité de 15,6 kWh et permet une autonomie électrique allant jusqu'à 77 kilomètres. Le véhicule est équipé d' une option de recharge rapide CCS moyennant un supplément

### Phase 2
La version légèrement restylée de la Classe B est présentée en octobre 2022.Le plus petit moteur essence de 109 ch et la finition d'entrée de gamme Style étant supprimés du catalogue, le prix de départ du monospace est plus élevé d'environ 5 000 €.
La signature lumineuse et la calandre du monospace allemand sont légèrement revus, ainsi que la console centrale.
- Fin 2018 : lancement de la W247.
- 2 octobre 2018  : présentation au Mondial Paris Motor Show.
- Décembre 2018 : commercialisation.
- Août 2019 : présentation de la version hybride rechargeable (250 e)[6].
- Octobre 2022 : restylage.

### Finitions

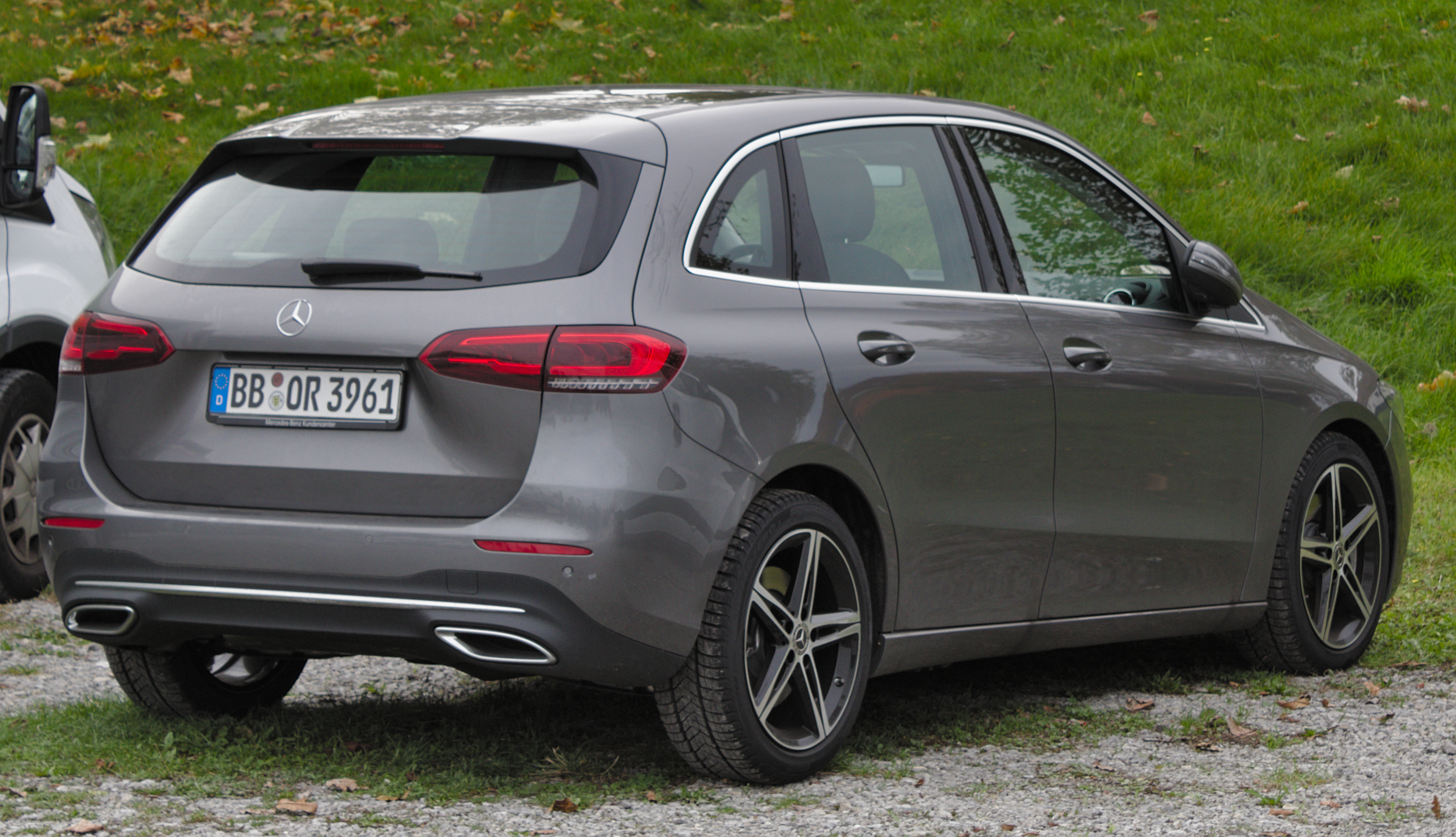
Vue arrière.

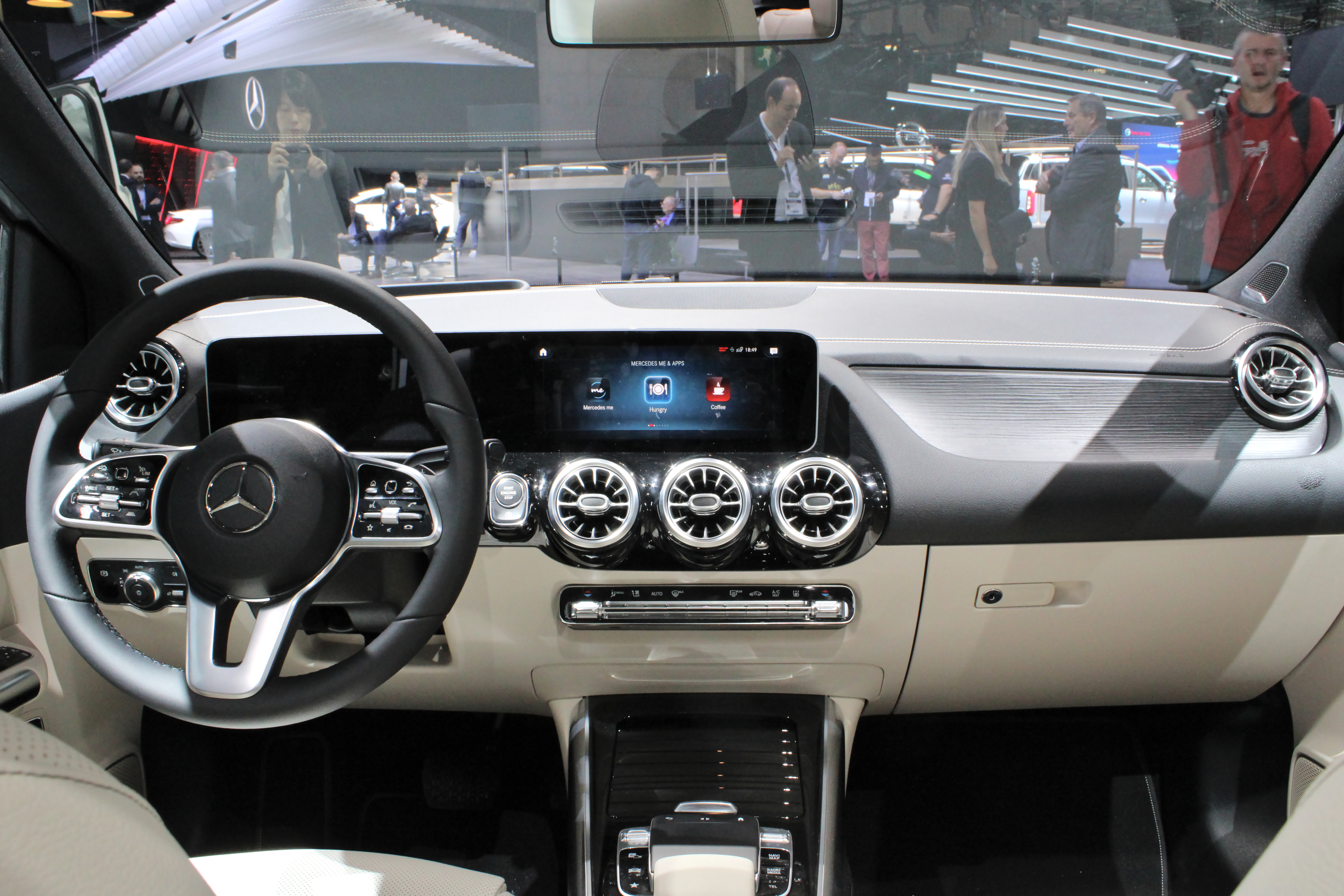
Intérieur.

## Les différentes versions
Légende couleur : Essence ; Diesel; Hybride